# Pristiophorus delicatus
Pristiophorus delicatus е вид хрущялна риба от семейство Пилоносови (Pristiophoridae).

## Разпространение
Видът е ендемичен за североизточната част на Австралия, край Куинсланд на юг от рифа Самарез. Среща се на дълбочина около 246 – 405 метра.